# Saëb Salam
Saëb Salam (en arabe : صائب سلام), né le 17 janvier 1905 à Beyrouth et mort le 23 janvier 2000 à Beyrouth, est un homme d'État libanais, qui a occupé quatre fois le poste de président du Conseil entre 1952 et 1973.

## Biographie

### Carrière politique
Fils d’une importante famille sunnite de Beyrouth, sa carrière politique a commencé en 1941 luttant contre le mandat français au Liban, aux côtés du leader tripolitain Abdel Hamid Karamé.
En 1943, Salam est élu député sunnite de Beyrouth. Il est nommé ministre de l'Intérieur en 1946. Le 14 septembre 1952 il est désigné président du Conseil, mais son gouvernement ne dure que quatre jours, à cause de la démission du président de la République, Béchara el-Khoury, sous la pression des grèves et des manifestations. Le 1er mai 1953, le nouveau président Camille Chamoun le nomme pour former le gouvernement, qui durera jusqu’au 16 août de la même année.
Il occupa en 1956 le poste de ministre du Pétrole dans le gouvernement d'Abdallah al-Yafi. Mais il démissionna avec al-Yafi en protestation à la position pro-occidentale de Camille Chamoun lors de la crise du canal de Suez.
Il perd son siège de député lors des élections de 1957, tout comme Al-Yafi, Rachid Karamé et Kamal Joumblatt, lors d’un scrutin contesté. Une révolte armée éclate alors en 1958 contre la politique pro-américaine du président Chamoun. Celle-ci touche à sa fin avec l'élection de Fouad Chéhab à la présidence de la République.
Saëb Salam redevient président du Conseil entre le 2 août 1960 et le 31 octobre 1961, avant de se brouiller avec Chéhab, qu'il accuse de mettre en place un État policier au Liban. Son opposition au chéhabisme continue avec l'élection du dauphin de Chéhab, Charles Helou, en 1964. En 1970, il mène la campagne pour l'élection de Soleimane Frangié à la Présidence, qui est alors élu par une voix d'écart face à Elias Sarkis, candidat chéhabiste. Frangié nomme Salam président du Conseil le 13 octobre 1970. Celui-ci démissionne le 25 avril 1973 à la suite de l'attaque menée par un commando israélien à Beyrouth contre des activistes palestiniens. Il déclare alors qu’il n'acceptera plus le poste de président du Conseil. Cependant, il conserve son influence. En 1982, avec l'invasion israélienne, il joue les médiateurs entre l’envoyé américain et l'OLP de Yasser Arafat pour assurer le retrait des milices palestiniennes du Liban.
Il s'oppose à l'élection de Bachir Gemayel en 1982 mais se réconcilie avec lui après le scrutin. Après l’assassinat de Gemayel, il soutient l’élection de son frère, Amine Gemayel à la présidence et convint la majorité des députés musulmans à faire de même.

### Exil
En 1985, Salam s'exile en Suisse, après avoir survécu à deux tentatives d'assassinat. Ses positions modérées exprimées lors des conférences des paix de Genève et de Lausanne lui sont reprochées par la Syrie et les musulmans radicaux. Depuis la Suisse, il joue un rôle clé dans les négociations des accords de Taëf de 1989.
Entre 1957 et 1982, Saëb Salam a dirigé la fondation Makassed. C'est son fils, Tammam Salam, futur président du Conseil, qui lui succède.

## Vie privée
Il a un fils, Tammam, qui a aussi plus tard occupé le poste de président du Conseil, entre 2014 et 2016. Son neveu Nawaf, fils de son frère Abdallah, est président de la Cour internationale de justice puis président du Conseil à partir de 2025.
Il est victime d'une crise cardiaque et meurt le 21 janvier 2000.